# Stress aufm Kiez
Stress aufm Kiez ist das Debütalbum von Nate57. Es wurde am 25. Juni 2010 über Rattos Locos und Groove Attack veröffentlicht. Unterstützt wurde Nate57 von den Rappern Reeperbahn Kareem, Blacky White, Collin, Telly Tellz und BoZ.

## Musikstil
Auf den meisten Tracks des Albums beschreibt Nate57 Situationen über sozialkritische Themen und Alltagsschilderungen. Zudem wird auch die deutsche Politik in einigen Liedern kritisiert. Außerdem gibt es auch feinfühlige, nachdenkliche Lieder wie Tränen oder Es tut mir Leid.

## Titelliste
| #  | Titel                     | Gastbeiträge      | Länge |
| -- | ------------------------- | ----------------- | ----- |
| 1  | Anfang                    |                   | 2:44  |
| 2  | Santa Pauli Patriot       |                   | 3:28  |
| 3  | Waffenfreiezone           |                   | 4:19  |
| 4  | S.A.K. (Stress aufm Kiez) |                   | 4:55  |
| 5  | Zeitbombe (Skit)          |                   | 1:32  |
| 6  | Fick die Welt             |                   | 4:25  |
| 7  | Unterdrückt               |                   | 4:10  |
| 8  | Tränen                    | Reeperbahn Kareem | 3:05  |
| 9  | Geld regiert die Welt     | Blacky White      | 3:42  |
| 10 | Nate57                    |                   | 4:26  |
| 11 | Im Kreis                  |                   | 3:33  |
| 12 | Zieh dich ab              | Collin            | 4:03  |
| 13 | Bandit                    |                   | 3:27  |
| 14 | Träume                    | Telly Tellz       | 4:36  |
| 15 | Es tut mir leid           |                   | 3:49  |
| 16 | Gefährliches Mädchen      | BoZ               | 3:22  |
| 17 | Ende                      |                   | 2:54  |

## Produktion
Alle Tracks wurden von Blacky White in den BW Studios produziert und gemischt. Lediglich die Tracks Unterdrückt und Träume wurden von Telly Tellz produziert. Für das Mastering war Hans-Philipp Graf zuständig.

## Vermarktung
Für die Vermarktung wurde bisher ein Video zu Waffenfreiezone und Fick die Welt veröffentlicht.

## Illustration
Das Albumcover zeigt Nate57 in Handschellen (die man nur auf der Rückseite sieht), der vor dem Hamburger Stadtteil St. Pauli steht. Die Fotos wurden von David Luther und GeeAuge gemacht. Für die Gestaltung des Artworks waren Master Splinta und Goran „George“ Tesanovic zuständig.

## Charterfolg
Das Album stieg auf Platz 37 der deutschen Album-Charts ein.

## Kritik
„[…] Erwartungen erfüllt? Vielleicht ist „Stress aufm Kiez“ kein Deutschrapklassiker geworden. Vielleicht ist der Olymp nicht ganz erreicht. Vielleicht ist nicht jeder Beat originell, nicht jede Line der Knaller. Aber Hype hin, Hype her, es ist ein verdammt gutes Debüt geworden, das Hamburg hochoffiziell zurück auf die Deutschrapkarte bringt.“

„[…] Betrachtet man nun das Gesamtpaket das Nate in seinem Erstlingswerk schnürt, so ist festzustellen, dass für mich die wichtigsten Kriterien eines guten Rapalbums erfüllt sind. Natürlich ist bei einem 19–jährigen Newcomer immer inhaltlich und flowtechnisch noch Platz nach oben zu erwarten, dennoch schöpft sich der Wert dieses Albums aus dem Transport des Lebensgefühls. Definitiv unterstützenswert!“

„[…] Auch wenn Stress Aufm Kiez definitiv nicht alles halten konnte, was es versprach, fickt dieses trotzdem noch ziemlich alles, was in den letzten Jahren unter dem Deckmantel Straßenrap herauskam.
Da Nate alles andere als dumm ist, wird er sich sicher noch sehr, sehr viel weiter entwickeln und ich bin überzeugt, dass er den verlangten Klassiker noch abliefern wird. […]“